# Tragelaphus eurycerus
O bongo (Tragelaphus eurycerus) é um bovídeo que habita as áreas florestais da África.
Até hoje foram reconhecidas duas subespécies:
T. e. eurycerus (Bongo-ocidental), Habita nas florestas tropicais de África, o seu pelo é de cor bordô, e o seu estado é quase ameaçado.
T. e. isaaci (Bongo-oriental), Habita as florestas subtropicais, encostas das montanhas do Quénia, o seu pelo é escarlate, e o seu estado é criticamente ameaçado.
O Bongo é um antílope herbívoro que habita o território africano, principalmente nas regiões de florestas tropicais com vegetação rasteira. O animal é caracterizado por uma camada marrom- avermelhada com marcações em preto e branco e listras em amarelo e branco. A espécie é uma das únicas de antílopes em que os dois sexos possuem chifres. Estes, variam de 75 cm a 100 cm. O animal que atinge 1,3 m de altura e quase 3 m de comprimento, corre poucos riscos de extinção, porém seu habitat vem sendo destruído por regiões agrícolas e de corte descontrolado da madeira. O animal também sofre com a caça pela sua carne. Uma característica do animal é que quando eles andam em bandos, normalmente de até 10 indivíduos, eles raramente se comunicam através de sons. Por isto, é considerado um animal tímido. A alimentação consiste em folhas, arbustos, cipós, frutos e miolos de árvores.  Sua imensa língua facilita na busca de alimentos pelas florestas. O macho acasala com uma única fêmea. O período de gestação é de 282 a 287 dias. Os filhotes são deixados sozinhos após o nascimento, permanecendo no solo, para evitar o ataque de predadores. A mãe retorna para se relacionar com a cria para tratá-la após este período. O bongo atinge a maturidade sexual entre os 20 e 30 meses de idade.

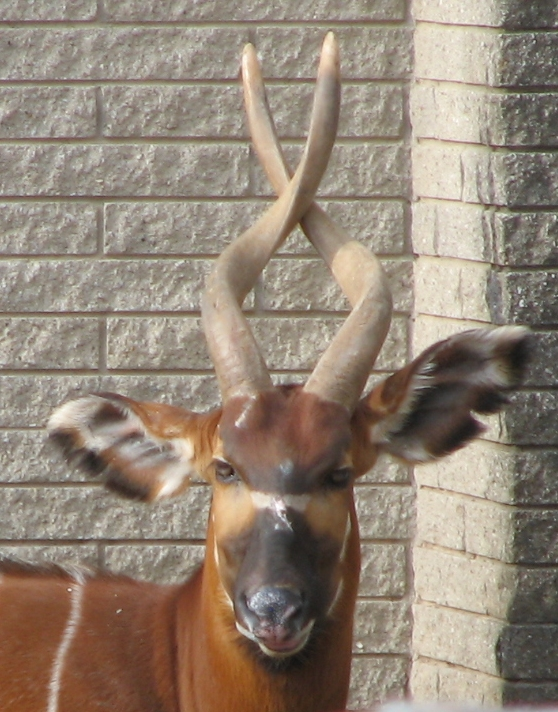
T. e. isaaci